# Китайський синдром (фільм)
Китайський синдром (англ. The China Syndrome) — американський трилер та фільм-катастрофа, який вийшов у 1979 році. Режисер кінострічки Джеймс Бриджес. Фільм знятий за сценарієм Джеймса Бриджеса, Майкла Грея та Т. С. Кука. Кінострічка розповідає історію телевізійної репортерки та її оператора, які досліджують рівень безпеки атомної електростанції в США. Головні ролі зіграли Джейн Фонда, Джек Леммон та Майкл Дуглас, який також є продюсером фільму. У кінофільмі також з'явилися Скотт Брейді, Джеймс Гемптон, Пітер Донат, Річард Герд та Вілфорд Брімлі.
Термін «китайський синдром» — це видумане словосполучення, яке не сприймають буквально. Термін описує гіпотетичний наслідок ядерної катастрофи, де компоненти реактора розплавляються та через земну кулю досягають «до Китаю».
Прем'єра «Китайського синдрому» відбулася на Каннському кінофестивалі у 1979 році, де фільм змагався за «Золоту пальмову гілку». Джек Леммон на кінофестивалі отримав нагороду як найкращий кіноактор. Фільм почали показувати в кінотеатрах 16 березня 1979 року, за дванадцять днів до ядерної аварії на АЕС «Три-Майл-Айленд», що сталася біля міста Дофін (штат Пенсільванія) та яка привернула увагу до кінострічки. Після виходу фільм отримав комерційний успіх та високі оцінки кінокритиків, які хвалили сценарій фільму, якісні елементи трилеру, а також гру Джейн Фонди та Джека Леммона. Фільм зібрав 51,7 мільйонів доларів, затративши на виробництво всього 5,9 мільйонів. Фільм отримав чотири номінації на 52-й церемонії вручення «Оскара»: найкраща чоловіча роль (Леммон), найкраща жіноча роль (Фонда), найкраща робота художника-постановника та найкращий оригінальний сценарій.

## Сюжет
Під час відвідування (вигаданої) атомної електростанції «Вентана», яка знаходиться за межами Лос-Анджелеса, репортерка телевізійних новин Кімберлі Веллс (Джейн Фонда), її оператор Річард Адамс (Майкл Дуглас) та їхній звукорежисер Ектор Салас (Даніель Вальдес) стали свідками аварійної зупинки атомної станції, яку здійснили за допомогою рятувальної кнопки «SCRAM» (в пострадянських країнах відома як АЗ-5). Керівник зміни Джек Ґоделл (Джек Леммон) помічає незвичну вібрацію, після того як поставив чашку кави на стіл керування АЕС.
Оператори помічають висвітлений індикатор, який вказує на високий рівень води в реакторі. Ґоделл починає процес виведення води з ядра, але це їм не вдається, тому вони змушені відкривати більше клапанів для скидання води. Інший оператор помічає ще один датчик, який вказує на низький рівень води. Зіткнувшись з очевидно суперечливими показниками, команда перебуває в ошелешеному стані. Згодом, взявши таки контроль над ректором, команда опановує ситуацію і настає час полегшення.
Річард приховано знімає інцидент, незважаючи на те, що йому заборонили це робити з метою безпеки. Керівник Кімберлі (Пітер Донат) забороняє їй повідомити про те, що сталося, або показувати привселюдно відзняті кадри. Водночас він показує їх фахівцям, які роблять висновок, що ядерний реактор впритул наблизився до показників небезпечного китайського синдрому, під час якого ядро розплавляється та отримує доступ до надр землі, потрапляючи в підземні води і забруднюючи навколишній регіон радіоактивною парою.
Під час огляду станції, перед тим, як її знову запустити, Ґоделл виявляє калабаню радіоактивної води, яка, очевидно, просочилася з насоса. Ґоделл вимагає затримати перезапуск реактора, але керівник відкидає його прохання і готовий починати процес повного перезапуску реактора.
Ґоделл продовжує огляд і виявляє, що ряд рентгенограм, нібито зроблених для перевірки цілісності зварених швів на насосі, є повністю ідентичними ― підрядник просто подав одні і ті самі знімки. Він доходить до висновку, що відновлювати роботу реактора є небезпечно, бо він може серйозно пошкодитись, якщо включать другий аварійний повномасштабний процес «SCRAM». Він намагається довести це керівнику ядерного реактора, Германові де Янгу (Скотт Бреді), але той сприймає Ґоделла як параноїка і стверджує, що нові рентгенограми коштуватимуть не менше 20 мільйонів доларів. Ґоделл сперечається з Д. Б. Ройсом, співробітником «Фостер-Салліван», будівельною компанією що побудувала станцію. Саме Ройс підписував та затверджував рентгенограми зварювання швів. Ґоделл погрожує йому, повідомивши це в «Комісію з ядерного регулювання», але Ройс йому погрожує також, відправивши пару чоловіків з «Фостер-Салліван» до його будинку.
Репортерка Кімберлі також кидає виклик своєму керівництву, сповнена рішучості домогтися правди. Вона і Річард зустрічаються з Ґоделлом у його будинку, де він висловлює свою стурбованість з приводу вібрації, яку він відчував під час аварії та водночас розказує про фальшиві рентгенограми. Кімберлі і Річард запитують, чи буде він свідчити про це на слуханнях «Комісії з ядерного регулювання». Ґоделл погоджується на це та обіцяє отримати для них, через Гектора, набір фальшивих рентгенограм, щоб взяти їх на слухання.
Автомобіль Гектора збивають по дорозі, а рентгенограми забирають невідомі люди. Ґоделл виїжджає на слухання, але його переслідують тітушки, що чекали на нього біля його дому. Він втікає, поїхавши до ядерного реактору.
Ґоделл бачить, нажаханий ситуацією, що реактор хочуть довести до повної потужності. Він відбирає пістолет в охоронця і змушує всіх виходити з координаторської, у тому числі і його друга та колеги по роботі, Теді Шпіндлера (Вілфорд Брімлі). Ґоделл вимагає дати інтерв'ю в прямому ефірі репортерці Кімберлі. Керівництво заводу погоджується на інтерв'ю, але тільки для того, щоб затримати час, коли вони намагатимуться відновити контроль над реактором.
Коли відбувається пряме включення, техніки реактору навмисно, обґрунтовуючи це потрібністю доступу до «SCRAM», намагаються відновити доступ до координаторської кімнати, незважаючи на попередження Шпіндлера та стурбованість Ґоделла. Ґоделл відволікається на сигнали та здає координаторську кімнату силовій команді «SWAT». Телевізійний кабель обрізається, а ошелешеного Ґоделла застрілює поліція. Перед смертю він знову відчуває незвичайну вібрацію. Після цього, виправдовуючи прогнози Ґоделла, ядерний реактор зазнає значних пошкоджень, оскільки насос належно вже не працює.
Керівники станції намагаються змалювати Ґоделла як емоційно неврівноваженого. Тим не менш, збентежений Шпіндлер заперечує це, коли до нього ставить питання на телебаченні Кімберлі, кажучи, що Ґоделл не був божевільним і ніколи б не зробив таких рішучих кроків, якби все було гаразд. Поки офіційні особи ядерної станції намагаються перебити відповіді Шпіндлера, Кімберлі, повна сліз, завершує своє включення; коли вона це робить, службовці на станції новин переривають її на рекламу.

## Акторський склад
- Джейн Фонда — Кімберлі Веллс
- Джек Леммон — Джек Ґоделл
- Майкл Дуглас — Річард Адамс
- Скотт Брейді[en] — Герман де Янг
- Вілфорд Брімлі — Тед Шпіндер
- Джеймс Гемптон[en] — Білл Ґібсон
- Пітер Донат[en] — Дон Якович
- Річард Герд[en] — Еван Маккормак
- Даніель Вальдез[en] — Гектор Салас
- Стен Борман — Піт Мартін
- Джеймс Карен — Мак Черчілль

## Відгуки про кінострічку
Роджер Еберт описав фільм як:
|  | ..надзвичайний трилер, який, до того ж, піднімає найбільш тривожні теми про те, наскільки дійсно є безпечні атомні електростанції ... Фільм ... добре поставлений, добре продуманий та страшний, як пекло. Події, що призвели до аварії в «Китайському синдромі», дійсно базуються на фактичних явищах, які діють на атомних станціях. Навіть найбільш неправдоподібна ситуація (коли застрягає голка на графіку, через що інженери не мають змоги бачити справжній рівень води в реакторі) дійсно сталася на заводі в Дрездені біля Чикаго. І все-таки фільм працює так добре не через фактаж, а через людський зміст. Ролі зіграні настільки добре, що «Китайський синдром» стає трилером, що також висвітлює особисті цінності кожної людини. |

«Movie Reviews UK» зазначає що фільм є:
|  | настільки точним, що навіть якщо це все й вигадка, кінострічка легко може сприйматися як документальне кіно ... ми бачимо найбільші страхи культури NIMBY, коли атомна електростанція може вийти з-під контролю, а чоловіки в костюмах будуть це покривати. .. не знаючи що весь інцидент приховано знімається командою одного з телеканалів. |

Гра акторів згадується також:
|  | Сила цього фільму — це щось більше, ніж просто акторська гра, хоча Леммон — просто чудовий, і це також щось більше ніж просто сценарій. Тому що така ситуація дійсно може статися ... атмосфера, яка відбувається в координаторській кімнаті просто тримає під враженням ... Я рекомендую «Китайський синдром» кожному, як приклад небезпеки грошей і корупції. |

Джон Саймон сказав, що «Китайський синдром» був напруженим, розумним та лячним трилером, допоки він не перетворився на мелодраматичний кінець. Він назвав закінчення фальшивим та патетичним.
Фільм має рейтинг 83 % на Rotten Tomatoes на основі відгуків 30 критиків.

## Реакція вчених ядерної промисловості
Кінострічка зустріла негативну реакцію з боку вчених атомної енергетики, які сказали, що вона є «чистою фікцією». Після 12 днів прокату кінострічки, сталася аварія на АЕС в Трі-Майл-Айленд, що в штаті Пенсільванія. Хоча аварія допомогла збільшити популярність фільму, студія намагалася не привертати зайвої уваги до кіно, щоб не було закидів ніби вони експлуатують нещодавний інцидент, подекуди навіть забираючи фільми з кінотеатрів.

## Нагороди
Фільм увійшов до щорічного списку «Найкращих десяти фільмів» Національної ради кінокритиків США та отримав численні нагороди та номінації:
| Кінопремія                             | Категорія                              | Нагороджений (отримувач)               | Результат | Пос.   |
| -------------------------------------- | -------------------------------------- | -------------------------------------- | --------- | ------ |
| Оскар                                  | Найкращий актор                        | Джек Леммон                            | Номінація | [ 13 ] |
| Оскар                                  | Найкраща акторка                       | Джейн Фонда                            | Номінація | [ 13 ] |
| Оскар                                  | Найкращий оригінальний сценарій        | Майк Грей, Т. С. Кук та Джеймс Бріджес | Номінація | [ 13 ] |
| Оскар                                  | Найкраща робота художника-постановника | Джордж Дженкінс Артур Джеф Паркер      | Номінація | [ 13 ] |
| Золотий Глобус                         | Найкращий фільм-драма                  |                                        | Номінація | [ 14 ] |
| Золотий Глобус                         | Найкраща чоловіча роль у фільмі-драмі  | Джек Леммон                            | Номінація | [ 14 ] |
| Золотий Глобус                         | Найкраща жіноча роль у фільмі-драмі    | Джейн Фонда                            | Номінація | [ 14 ] |
| Золотий Глобус                         | Найкращий режисер                      | Джеймс Бріджес                         | Номінація | [ 14 ] |
| Золотий Глобус                         | Найкращий сценарій                     | Майк Грей, Т. С. Кук та Джеймс Бріджес | Номінація | [ 14 ] |
| Премія Бафта у кіно                    | Найкращий фільм                        |                                        | Номінація | [ 15 ] |
| Премія Бафта у кіно                    | Найкращий актор                        | Джек Леммон                            | Перемога  | [ 15 ] |
| Премія Бафта у кіно                    | Найкраща акторка                       | Джейн Фонда                            | Перемога  | [ 15 ] |
| Премія Бафта у кіно                    | Найкращий сценарій                     | Майк Грей, Т. С. Кук та Джеймс Бріджес | Номінація | [ 15 ] |
| Каннський кінофестиваль                | Золота пальмова гілка                  |                                        | Номінація | [ 16 ] |
| Каннський кінофестиваль                | Найкращий актор                        | Джек Леммон                            | Перемога  | [ 16 ] |
| Кінопремія Гільдії режисерів Америки   | За видатну режисуру                    | Джеймс Бріджес                         | Номінація | [ 17 ] |
| Кінопремія Гільдії сценаристів Америки | Найкращий оригінальний сценарій        | Майк Грей, Т. С. Кук та Джеймс Бріджес | Перемога  | [ 18 ] |